# Millettia velvetina
Millettia velvetina är en ärtväxtart som beskrevs av Adema. Millettia velvetina ingår i släktet Millettia och familjen ärtväxter. IUCN kategoriserar arten globalt som sårbar. Inga underarter finns listade i Catalogue of Life.